# Clessé (Deux-Sèvres)
Clessé település Franciaországban, Deux-Sèvres megyében. Lakosainak száma 925 fő (2022. január 1.). Clessé Amailloux, Boismé, La Chapelle-Saint-Laurent, Chiché, Fénery, Neuvy-Bouin, Pougne-Hérisson és Saint-Germain-de-Longue-Chaume községekkel határos.

## Népesség
A település népességének változása:
| Lakosok száma | 969  | 959  | 962  | 954  | 952  | 952  | 943  | 934  | 925  |
|               | 2013 | 2015 | 2016 | 2017 | 2018 | 2019 | 2020 | 2021 | 2022 |